# Essex (Missouri)
Essex – miasto w Stanach Zjednoczonych, w stanie Missouri, w hrabstwie Stoddard.